# Marietta Canty
Marietta Canty, född 30 september 1905 i Hartford, Connecticut, USA, död 9 juli 1986 i Hartford, Connecticut, var en amerikansk skådespelare.

## Filmografi, urval
- 1955 – Ung rebell
- 1951 – Morfar opp i dagen
- 1942 – Guldfågeln

## Fotnoter
1. 1 2  Internet Movie Database, IMDb-ID: nm0134783co0047972, läst: 14 juli 2016.[källa från Wikidata]
2. ↑  Find a Grave, Find A Grave-ID: 2014, läs online, läst: 9 oktober 2017.[källa från Wikidata]
3. 1 2  Freebase Data Dumps, Google.[källa från Wikidata]
4. ↑  Find a Grave, läs online, läst: 29 augusti 2019.[källa från Wikidata]